# Liste der Kulturgüter in Gollion
Die Liste der Kulturgüter in Gollion enthält alle Objekte in der Gemeinde Gollion im Kanton Waadt, die gemäss der Haager Konvention zum Schutz von Kulturgut bei bewaffneten Konflikten, dem Bundesgesetz vom 20. Juni 2014 über den Schutz der Kulturgüter bei bewaffneten Konflikten sowie der Verordnung vom 29. Oktober 2014 über den Schutz der Kulturgüter bei bewaffneten Konflikten unter Schutz stehen.
Objekte der Kategorie A sind im Gemeindegebiet nicht ausgewiesen, Objekte der Kategorie B sind vollständig in der Liste enthalten, Objekte der Kategorie C fehlen zurzeit (Stand: 13. Oktober 2021).

## Kulturgüter
| Foto | | Objekt | Kat. | Typ | Standort        | Beschreibung |
| ---- | --- | --- | ---- | --- | --------------- | ------------ |
| BW   | Datei hochladen · Wikidata zu En Brichy, Überreste eines mittelalterlichen Feudalhügels (Q29890857)               | In Brichy, Überreste eines mittelalterlichen Feudalhügels / En Brichy, vestiges d’une motte féodale médiévale KGS-Nr.: 6087                                    | B    | G   | 528439 / 160580 |              |
| BW   | Datei hochladen · Wikidata zu Le Châtelard, Schutzhütte unbekannten Datums & Gräber aus der Römerzeit (Q29890860) | Le Châtelard, Schutzbau unbekannter Zeitstellung und Gräber aus der Römerzeit / Le Châtelard, refuge date inconnue et tombes de l’époque romaine KGS-Nr.: 6088 | B    | G   | 529887 / 158848 |              |